# 미국 시민권

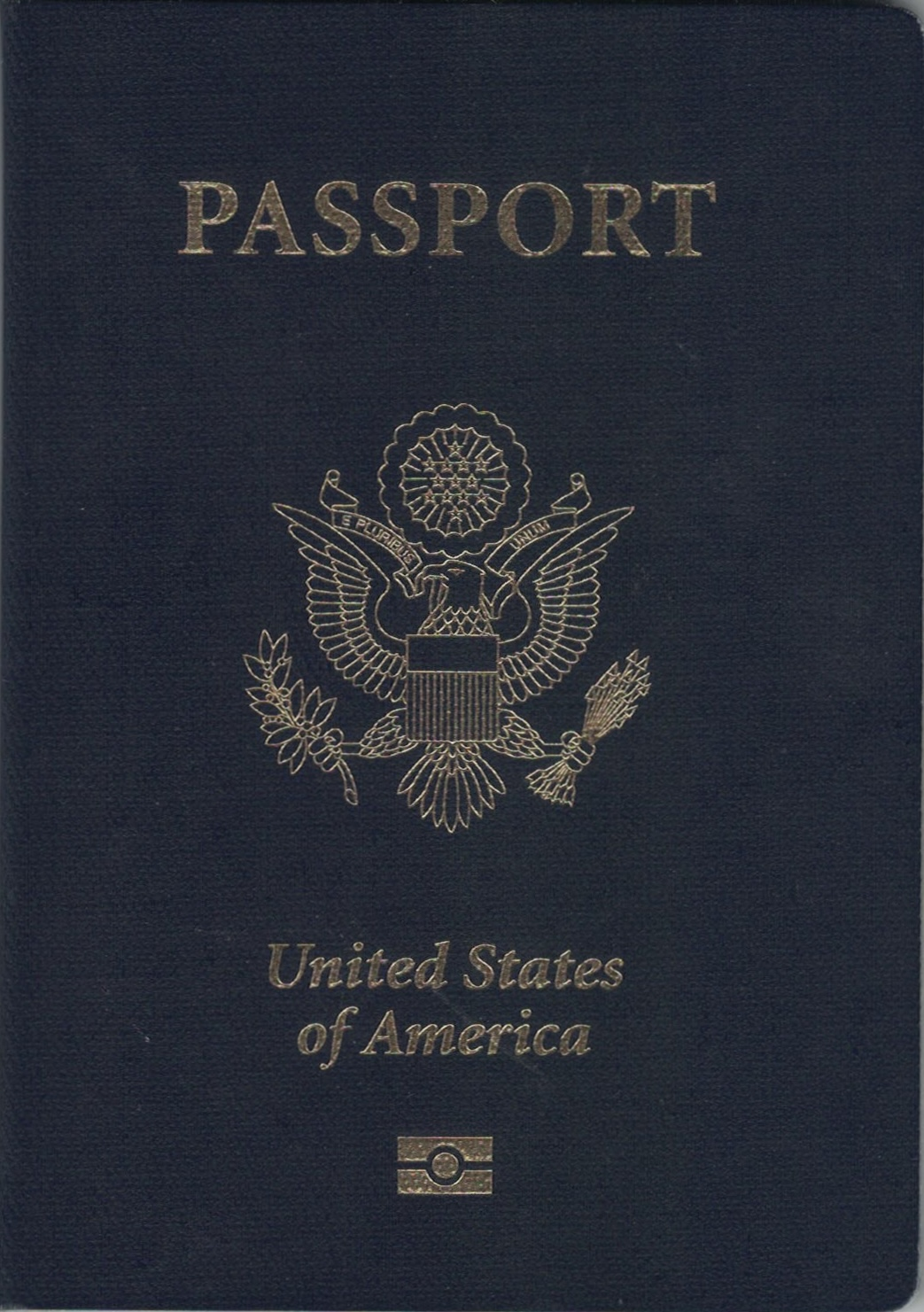
미국 여권

미국 시민권(Citizenship in the United States)는 미합중국의 법적 구성원에게 부여된 특정한 권리, 특권, 의무, 혜택과 함께 사회적 지위 또는 입장이다. 시민권은 미국에서 살고, 일하고 연방의 보조를 받을 수 있는 부차적인 권리의 토대가 되기 때문에 ‘권리를 가질 수 있는 권리’로 이해된다.
시민권의 주요 바탕이 되는 2가지가 있다. 생득권(birthright citizenship)은 미국의 영토 내에서 태어난 이에게 부여하는 것이다. 귀화는 이민자가 신청을 하여 허락을 받는 것이다. 시민권을 취득하는 이 두 가지 길은 미국 헌법 수정 제14조 시민권 조항에 규정되어 있다.
| “ | 미국에서 태어나거나 귀화를 한 모든 사람 그리고 사법제도에 순응하는 사람은 그들이 거주하는 미합중국과 주의 시민이다. All persons born or naturalized in the United States, and subject to the jurisdiction thereof, are citizens of the United States and of the State wherein they reside. | ” |
|   | — 제14조 수정안에서 |   |

## 개요
헌법의 시민권 조항(Citizenship Clause)에 따라, 미국 영토에서 출생한 자 및 부모 또는 부모의 한쪽 아래에 태어난 아이와 귀화한 시민(Naturalized citizen)은 자동으로 미국 시민이 되어 국가의 구성원이 된다. 시민권은 사람이 미국에서 일하고, 생활하고, 연방 정부의 서비스와 지원을 받을 수 있는 그 사람의 일련의 권리와 권한을 가지고 있는지 확인하기 위한 법적 지표가 된다. 미국법은 외국 국적의 인물도 미국 시민권을 취득하는 것을 가능하게 하고 있다. 시민권을 취득하지 않은 외국인 미국 거주자도, 미국 시민권 보유자가 될 수 있다. 시민권은 그 소지자가 포기할 수도 있다. 또한 정부에 의해 박탈된 경우 시민권은 소멸하지만, 시민권 회복도 가능한 것으로 되어 있다. 또한 미국 정부는 이중 국적의 존재는 인정하되, 미국 국적법에서는 이중 국적에 대해 특별한 언급을 하지 않고 있다. 귀화 시 미국은 외국 국적을 포기할 것을 요구 하지는 않지만, 정부는 이중 국적을 지지도 하지 않는다.

## 시민권과 국적의 구별

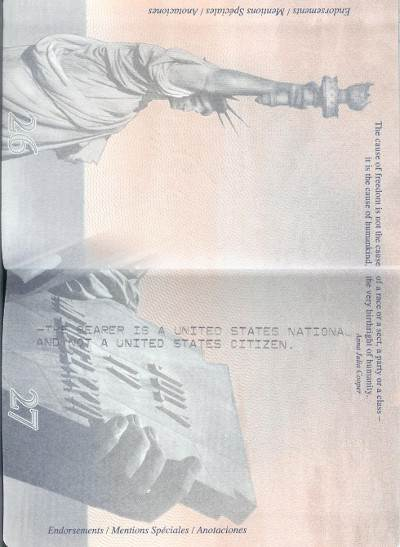
미국령 사모아인의 여권에 있는 문구로, 여권 소지자가 미국 국민(national)이지만 시민(citizen)은 아니라는 내용

1952년 이민 및 국적법은 미국의 "시민권"(citizenship)과 "국적"(nationality)을 구별했다. 모든 미국 시민(citizen)은 미국 국민(national)이지만 모든 미국 국민이 미국 시민인 것은 아니다. 따라서 미국 국민이지만 미국 시민은 아닌 경우도 있다.

### 과거와 현재의 비시민 국적 부여
현재 미국령 사모아는 신생아가 출생과 동시에 비시민 미국 국민이 되는 유일한 비통합 미국 영토이다.
미국령 사모아에서 태어난 사람들과 달리, 푸에르토리코, 괌, 미국령 버진아일랜드, 북마리아나 제도(1986년 11월 4일 이후)에서 태어난 사람들은 의회가 법에 따라 이 지위를 부여했기 때문에 태어날 때 미국 시민권을 갖는다.

### 미국 시민과 비시민 국민 간의 법적 구분
미국 시민권은 비시민 미국 국적보다 더 많은 특권과 권리를 부여한다. 예를 들어, 비시민 미국 국민은 제한 없이 미국에 거주하고 일할 수 있지만, 그들과 외국 국민 및 시민은 연방 또는 주 선거에서 투표할 수 없다. 하지만 투표를 금지하는 헌법적 금지 조항은 없다.
비시민 미국 국민은 미국 시민이 되고 싶다면 귀화를 신청할 수 있다. 귀화하려면 미국 시민이 아닌 국민은 외국인과 유사한 요건을 충족해야 한다. 즉, 미국 시민이 아닌 국민은 640달러의 수수료(2023년 5월 29일 기준)를 지불하고, 우수한 도덕성 평가에 합격하고, 지문을 찍고, 영어 및 시민학 시험에 합격해야 한다. 그러나 외국인과 달리 미국 시민이 아닌 국민은 시민권을 신청할 때 미국 영주권을 소지할 필요가 없으며, 비통합 미국 영토에 합법적으로 거주하고 실제로 거주하는 것을 귀화 요건에 미국 본토에 거주하는 것과 동일하게 간주할 수 있다.
미국 시민이 아닌 국민에게 발급된 미국 여권에는 주석 페이지에 "소지자는 미국 국민이며 미국 시민이 아니다"라고 명시하는 보증 코드 9가 포함되어 있다.

## 생득권
생득권은 선천적으로 보유한 권리이다. 미국 헌법 수정 제14조에 따라 미국 영토에서 출생하면 자동으로 미국 시민권과 미국 여권이 부여된다. 전시의 적국 사람은 제외된다. 연령에 따라 투표권을 가질 수 없거나, 음주를 못하는 등 법적으로 어떤 혜택이 제한된다.

## 인지
미국은 시민권 취득에 일부분 속인주의를 겸하고 있다. 부모 중 한명이 미국 출생이거나 귀화한 미국 시민권자이며 해외 영토에서 태어난 자녀는 미국 시민권을 받을 수 있다. 그러나 부모가 귀화자가 아니면서 해외에서 출생한 미국 시민권자이며, 그 자녀도 또 해외출생이라면, 미국인 부 또는 모가 자녀의 출생일 이전까지 '만 14세 이후 2년 포함해서 총 5년' 동안 미국 거주한 것을 증명하면 미국 시민권을 받을 수 있다. 부모가 미국 거주 기간을 채울 수 없다면 미국인 조부모 또는 부모의 초청을 받거나, 복잡한 시민권 취득 절차를 따로 밟아야 한다.

## 귀화

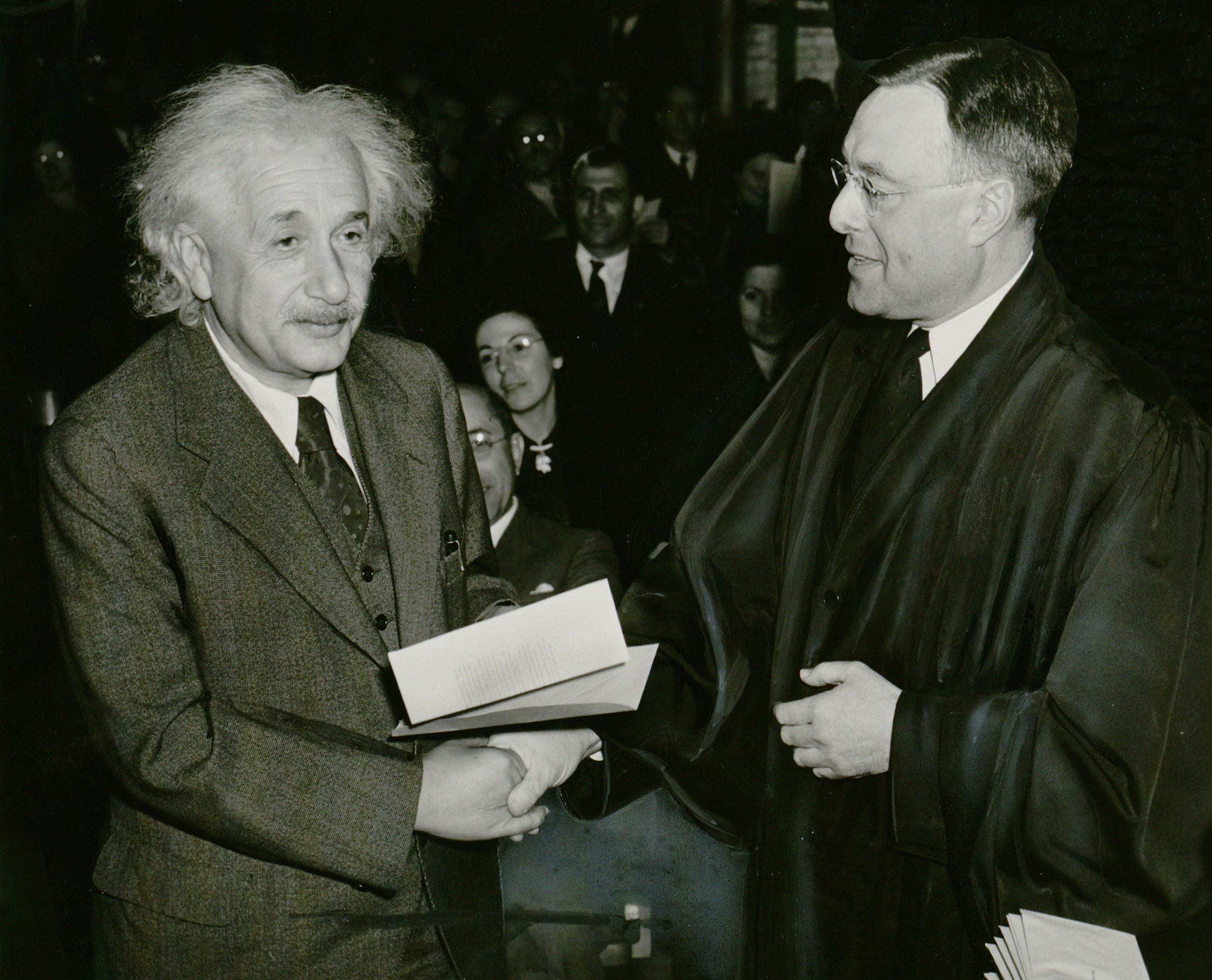
앨버트 아인슈타인이 필립 포먼 판사로부터 미국 시민권 증서를 받고 있다.

### 요구사항
이민 등의 이유로 시민권이 없는 사람이 미국 시민권을 신청하는 경우 기본적으로 국내 거주 기간을 충족하는지, 중범죄의 유죄 판결을 받지 않은 것을 이민국의 판단으로 그 사람이 건강한 정신을 가지고 있다고 판단되는 것, 미국 헌법에 대한 지식이 있는 것, 노령자나 장애를 가진 사람을 제외하고 영어를 이해하고 말할 수 있는 등 몇 가지 요구 사항을 충족하는 지를 요구한다. 관할 당국은 USCIS(US Citizenship and Immigration Services)이다.

### 선서
새롭게 미국 시민이 되는 이민자는 ‘7월 4일(독립기념일), 귀화 행사’(Fourth of July, Naturalization Ceremony)나 ‘귀화 선서 행사’(Naturalization Oath Ceremony)라는 선서식에 참석해야 하고, 모든 이민자들은 그 자리에서 ‘충성 맹세’(Oath of Allegiance)라는 미국에 충성을 맹세하는 선서를 한다. 충성 맹세에는 아래와 같은 내용이 포함되어 있다.
- 미국 헌법에 충성 맹세
- 이전 유지하는 모든 외국인의 충절 포기 서약
- 국내외 적으로부터 미국 헌법을 보호할 것을 서약
- 법률이 정한 경우 병역에 종사하겠다는 약속
- 국가의 중대 사건 때 법률이 정한 시민으로서의 의무를 이행하겠다는 약속

## 시민권
미국에서는 시민권에 군사 및 사회 참여의 요구 사항은 아니지만, 다른 시민과 정부에 대해 몇 가지 약속이 요구된다.

### 의무
- 배심원 의무

시민권 소지자만 배심원(Jury duty)의 의무를 진다. 배심원과 그 요원으로 소송 절차에 참여하는 의무가 있다.
- 납세 의무

시민권의 유무에 관계없지만, 소득이 있는 사람은 모든 납세자는 납세의 의무를 진다. 또한 국외에서도 미국 시민은 납세 의무가 있다. (자세한 내용은 "조세 조약"을 참조)

### 권리
- 생활 및 취업의 자유

법에 따라 거주자들은 미국에서 일하고, 생활할 자유가 있고, 교육을 받을 수 있다.
- 투표

시민권 소지자는 투표할 권한을 가진다. 그러나 투표할 의무를 부과하는 것은 아니다.
- 사회 활동 참여의 자유

미국에서는 주민 참여 프로그램에 참여하거나, 정당에 입당 등 사회 활동 참여 의무를 지지 않는다. 국가 유사시 시기는 예외로 한다.

### 기타
- 해외 여행시 정부 지원

국외에서 위기 상황에 빠지거나 구속되거나 투옥되거나 하는 경우 정부의 보호와 개입의 신청을 할 수 있다.
- 연방 정부의 원조

소득의 원조를 비롯한 시민권 보유자에 대한 정부의 지원 및 서비스를 받을 수 있다.
- 시민권을 취득함으로써 이민자 추방 처분을 두려워하며 사는 것에서 해방된다.
- 대통령의 요청에 따라 미국 의회의 제정 법률에 따라 뛰어난 공적이 인정되는 외국인에게 수여되는 '미국 명예 시민'은 명예 칭호이며, 실제 시민권에 준하는 권리와 의무는 수반하지 않는다.

## 같이 보기
- 영주권
- 시민권
- 미국의 영주권
- 외국인
- 귀화